# Guillaume Rondelet
Guillaume Rondelet, conocido también como «Rondeletious» (27 de septiembre de 1507 - 30 de julio de 1566), Fue un médico y naturalista francés célebre por sus trabajos sobre los peces.

## Trayectoria
Hijo de un comerciante, Rondelet emprendió sus estudios universitarios en su ciudad natal donde obtuvo el título de doctor en 1537. Fue el médico particular del cardenal de Tournon al que acompañó en diferentes viajes, especialmente a Italia y a los Países Bajos.
Recibió la cátedra de medicina tras la muerte de Pierre Laurent en la Facultad de Medicina de Montpellier desde la cual influyó a muchos científicos de su época. Participó activamente en la construcción de un anfiteatro en la facultad que mandó construir Enrique II de Francia. Este anfiteatro, tan renacentista, permitió a Rondelet hacer sus demostraciones con la disección de numerosos cadáveres. Entre estos múltiples cadáveres se incluye el de su amigo y colega Professor Fontanon, que enfermo ofreció su cuerpo para ser diseccionado hallándose en el daño en los riñones que se encontraron hinchados. Se convirtió, en 1556, en rector de la Facultad tras la muerte de Jean Schyron.

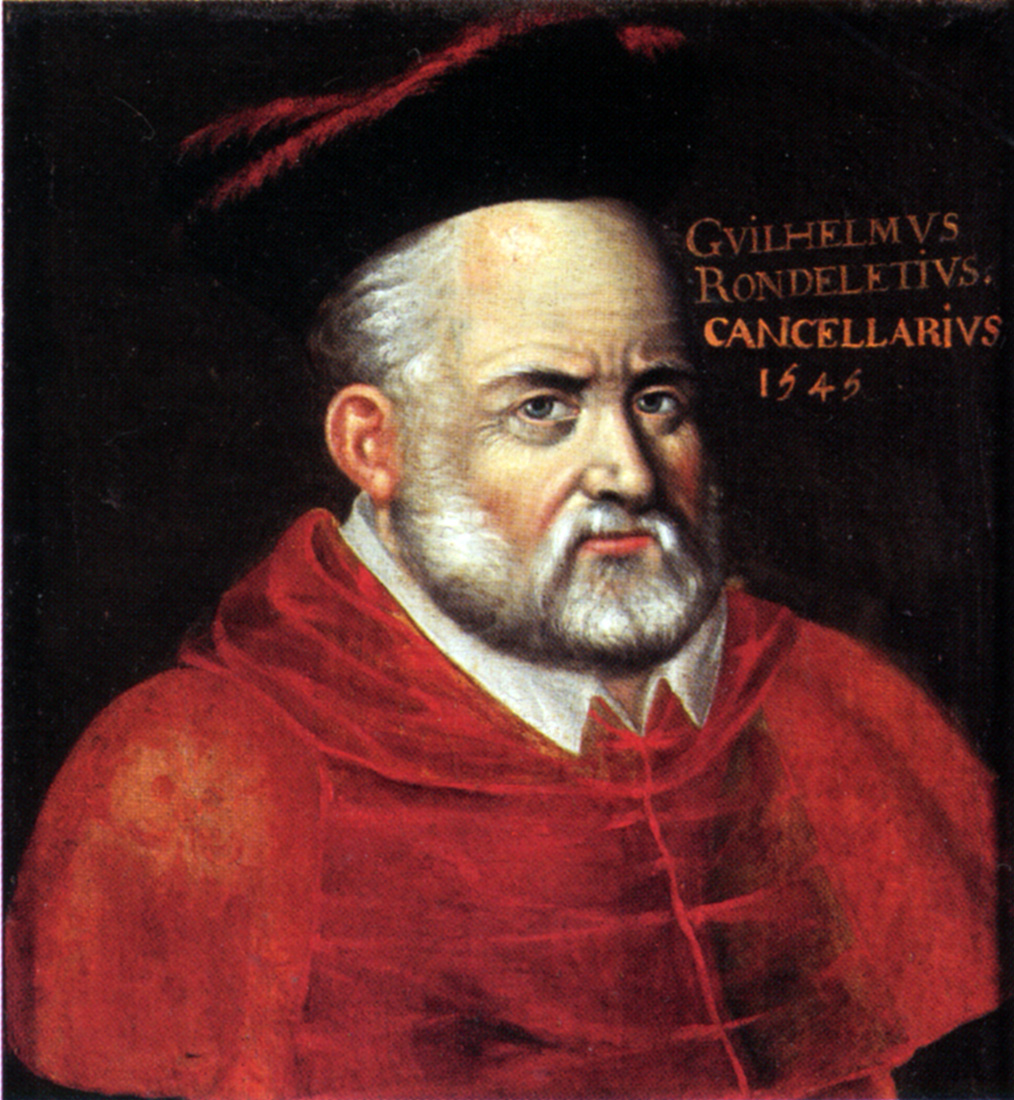
Portrait de 1545.

Incluso sin haber publicado ninguna obra de botánica curativa, ejerció en este dominio una influencia considerable. Su Libri de Piscibus Marinis, Histoire des poissons (Historia de los peces), fue el que le dio el mayor renombre. En él describió 244 especies del Mediterráneo, al par que criticaba los textos antiguos por sus errores. Rechazó todo lo que podía parecer ser una fábula. Las ilustraciones, sobre madera, permitían reconocer perfectamente las diferentes especies.
Se reunió especialmente con Ulisse Aldrovandi y fue el maestro de Jean Bauhin, de Conrad Gessner, de Charles de l'Écluse, de Léonard Rauwolf, de Mathias de l'Obel —Rondelet le legó sus manuscritos—, de Jacques Daléchamps, o de Pierre Richer de Belleval. Fue el modelo del personaje del doctor Rondibilis en el libro Tiers livre de François Rabelais (1483 o 1494-1553).

## Obras
Entre las obras que publicó, destacan:
- De piscibus marinis, libri XVIII, in quibus veræ piscium effigies expressæ sunt (1554, Lyon)
- Universæ aquatilium historiæ pars altera, cum verisipsorum imaginibus (1555)
- Histoire entière des poissons (1558, Lyon), íntegramente en francés e ilustrado con grabados sobre madera
- Methodus de materia medicinali et compositione medicamentorum Palavii (1556)

## Abreviatura (zoología)
La abreviatura Rondelet  se emplea para indicar a Guillaume Rondelet como autoridad en la descripción y taxonomía en zoología.

- La abreviatura «Rondelet» se emplea para indicar a Guillaume Rondelet como autoridad en la descripción y clasificación científica de los vegetales.[2]